# Голєнищево (Клинський район)
Голєнищево — село у складі міського поселення Клин Клинського району Московської області Російської Федерації.

## Розташування
Село Голєнищево входить до складу міського поселення Клин, воно розташовано на південний схід від Клину, на березі річки Сестра,. Найближчі населені пункти Клин, Синьково, Давидково , Нагорне.

## Населення
Станом на 2010 рік у селі проживало 26 людей

## Пам'ятки архітектури
У селі знаходиться пам'ятка історії місцевого значення — братська могила радянських воїнів, які загинули у 1941–1942 рр.

Також у селі збереглася кам'яна церква Святителя Миколая збудована у 1793 році. У Дмитрові є парк, який був висаджений у 18-19 столітті